# 3109 Мачін
3109 Мачін (3109 Machin) — астероїд головного поясу, відкритий 19 лютого 1974 року чехословацьким астрономом Любошем Когоутеком. Названий на честь британського художника, скульптора, дизайнер монет і поштових марок Арнольда Мачіна.
Тіссеранів параметр щодо Юпітера — 3,480.